# Museo de Arte de África Occidental
El Museo de Arte de África Occidental (MOWAA por sus siglas en inglés) será un centro cultural previsto que está siendo construido en la Ciudad de Benín, en Nigeria. Albergará piezas africanas de valor histórico y artístico que fueron saqueados durante el periodo colonial y que fueron trasladadas a museos de Europa y Estados Unidos. 
El proyecto está liderado por The Legacy Restoration Trust y el Museo Británico, y cuenta con un presupuesto aproximado de US $4 millones. Abba Isa Tijani, director general de la Comisión de Nigeria para Museos y Monumentos, es el actual administrador de las piezas. El edificio ha sido planeado por Adjaye Associates, el estudio del arquitecto ghanés-británico David Adjaye. Se ubicará en el centro de la ciudad de Benín, junto al palacio del Oba. El Oba es el gobernante tradicional de Edo y descendiente de la familia real del antiguo Reino de Benín.

## Colección
Contará inicialmente con una colección aproximada de 300 piezas. El proyecto surge como respuesta a la devolución de piezas de arte que fueron saqueadas en Nigeria durante la colonización británica. La colección fundamental del museo son los Bronces de Benín, unas piezas que fueron robadas del Palacio Real Edo cuando una expedición británica asaltó y destruyó la Ciudad de Benín en 1897. Los Bronces de Benín fueron repartidos entre el Museo Británico de Londres, que actualmente sigue albergando la mayoría de ellos, el Metropolitan de Nueva York y el Penn Museum de Filadelfia, en los Estados Unidos, el museo neerlandés Rijksmuseum voor Volkenkunde y varios museos repartidos en Alemania (Berlín, Hamburgo, Dresde, Leipzig y Colonia). Debido a su relevancia histórica y artística, la devolución de los Bronces de Benín ha venido simbolizando «la lucha africana por reclamar el arte expropiado bajo el dominio colonial».
El 25 de marzo de 2021, la Universidad de Aberdeen, Escocia, acordó el envío de uno de los Bronces al Museo de Arte de África Occidental. El 9 de junio de 2021, el Museo Metropolitano de Arte Moderno de Nueva York anunció la devolución de dos Bronces.